# Carlos Honorato
Carlos Eduardo Honorato (São Paulo, SP, 9 de novembro de 1974) é um judoca brasileiro, vice-campeão olímpico, medalhista de bronze pan-americano e mundial da categoria médio.
Favorito a medalha de ouro na Olimpíada de 2004, alcançou as quartas-de-final quando foi derrotado pelo britânico Winston Gordon.